# Vipassana
Vipassana (sanskryt: wipaśjana) – buddyjska technika medytacyjna. Wywodzi się z tradycji therawady. Medytacja vipassany w skrócie polega na utrzymywaniu świadomości na naturalnych doznaniach w obrębie ciała medytującego. Praktyka zwykle zaczyna się od nauki techniki Anapana, czyli koncentracji na naturalnym oddechu.
Semantycznie vipassana (w języku pali) oznacza wgląd, czyli postrzeganie rzeczy i zjawisk takimi, jakimi są w istocie. Vipassana w tym ujęciu to esencja nauki Buddy, doświadczenie faktycznej prawdy, którą głosił.